# Préstamo de dudoso cobro
Un préstamo de dudoso cobro, préstamo moroso o préstamo en mora (NPL, por sus siglas en inglés) es un préstamo bancario que está sujeto a reembolso tardío o es poco probable que el prestatario lo reembolse en su totalidad. Los préstamos morosos representan un desafío importante para el sector bancario, ya que reducen la rentabilidad de los bancos y, a menudo, se presentan como un impedimento para que los bancos presten más a empresas y consumidores, lo que a su vez ralentiza el crecimiento económico (aunque esta teoría está en disputa).
En la Unión Europea, la gestión de los NPL resultantes de la crisis financiera mundial de 2008 se ha convertido en un tema políticamente delicado, que culminó en 2017 con la decisión del Consejo de encargar a la Comisión Europea que lanzara un plan de acción para hacer frente a los NPL. El plan de acción apoya el fomento de un mercado secundario para NPL y la creación de empresas de gestión de activos (también conocido como banco malo). En diciembre de 2020, este plan de acción fue revisado a raíz de la crisis pandémica de Covid19.

## Retos y dificultades de la resolución de NPLs
En general, la gestión de los NPL se dificulta por diversas razones:
- Ausencia de una definición estándar y aceptada de NPL, y sin marcos sólidos de información
- Ausencia de una metodología de valoración estándar mediante la cual las entidades financieras puedan provisionar las pérdidas derivadas de la resolución de NPL.
- Incentivos para que los bancos y las instituciones financieras subestimen sus NPL para evitar el riesgo reputacional de enfrentar un mayor costo de financiamiento en los mercados financieros.
- La falta de voluntad de los bancos para vender NPL debido a los costos asociados con dicho ejercicio, que podría sumarse a las pérdidas de NPL. Esto, a su vez, podría perjudicar su suficiencia de capital.
- Regulaciones de protección al consumidor[6][7]

Según una investigación dirigida al caso italiano donde se examinaron tanto las garantías como los tiempos de recuperación de los créditos, se demostró que la principal causa de las pérdidas bancarias se debe a estos últimos. En otras palabras, el contexto legal y los largos tiempos requeridos por los procedimientos burocráticos italianos parecen reducir drásticamente las posibilidades de recuperación de las contrapartes morosas.